# Tomasz Wałdoch
Tomasz Wojciech Wałdoch (ur. 10 maja 1971 w Gdańsku) – polski piłkarz i trener piłkarski. Reprezentant Polski. Wieloletni zawodnik i kapitan FC Schalke 04.

## Kariera
Wałdoch swoją karierę rozpoczynał w sezonie 1986/1987 występując w zespole Stoczniowca Gdańsk.
Następnie występował w Górniku Zabrze, VfL Bochum i FC Schalke 04. Na ekstraklasowych boiskach rozegrał 152 spotkania, w których strzelił 8 bramek.
Dwukrotny zdobywca Pucharu Niemiec z FC Schalke 04. W maju 2006 rozegrał swój ostatni mecz w barwach Schalke.
Później był trenerem juniorów tego klubu.
W maju 2007 na prośbę swojego przyjaciela trenera Artura Płatka, na 5 ostatnich meczów sezonu przeszedł do Jagiellonii Białystok, by pomóc w awansie do Orange Ekstraklasy.
W reprezentacji debiutował 21 sierpnia 1991 w meczu przeciwko drużynie Szwecji (2:0). W 1992 wraz z olimpijską reprezentacją Polski wywalczył srebrny medal na Igrzyskach Olimpijskich w Barcelonie. Uczestnik MŚ 2002. Członek Klubu Wybitnego Reprezentanta. W reprezentacji Polski rozegrał 74 mecze.
Pod koniec 2009 był asystentem Franciszka Smudy w sztabie reprezentacji Polski.
19 kwietnia 2010 został oficjalnie zaprezentowany jako dyrektor sportowy Górnika Zabrze. 30 listopada 2010 zrezygnował z pełnienia funkcji dyrektora sportowego Górnika Zabrze z powodów osobistych.
21 czerwca 2011 został trenerem młodzieży do lat 17 w FC Schalke 04.

### Występy klubowe
| Sezon   | Klub                  | Rozgrywki     | Mecze | Bramki |
| ------- | --------------------- | ------------- | ----- | ------ |
| 1986/87 | Stoczniowiec Gdańsk   | III liga      | ?     | ?      |
| 1987/88 | Stoczniowiec Gdańsk   | II liga       | ?     | ?      |
| 1988/89 | Górnik Zabrze         | Ekstraklasa   | 13    | 0      |
| 1989/90 | Górnik Zabrze         | Ekstraklasa   | 20    | 0      |
| 1990/91 | Górnik Zabrze         | Ekstraklasa   | 19    | 2      |
| 1991/92 | Górnik Zabrze         | Ekstraklasa   | 33    | 3      |
| 1992/93 | Górnik Zabrze         | Ekstraklasa   | 24    | 0      |
| 1993/94 | Górnik Zabrze         | Ekstraklasa   | 33    | 2      |
| 1994/95 | Górnik Zabrze         | Ekstraklasa   | 10    | 1      |
| 1994/95 | VfL Bochum            | 2. Bundesliga | 25    | 4      |
| 1995/96 | VfL Bochum            | Bundesliga    | 25    | 2      |
| 1996/97 | VfL Bochum            | 2. Bundesliga | 29    | 1      |
| 1997/98 | VfL Bochum            | Bundesliga    | 27    | 1      |
| 1998/99 | VfL Bochum            | Bundesliga    | 27    | 0      |
| 1999/00 | FC Schalke 04         | Bundesliga    | 31    | 1      |
| 2000/01 | FC Schalke 04         | Bundesliga    | 29    | 5      |
| 2001/02 | FC Schalke 04         | Bundesliga    | 31    | 2      |
| 2002/03 | FC Schalke 04         | Bundesliga    | 14    | 1      |
| 2003/04 | FC Schalke 04         | Bundesliga    | 20    | 1      |
| 2004/05 | FC Schalke 04         | Bundesliga    | 14    | 1      |
| 2005/06 | FC Schalke 04         | Bundesliga    | 2     | 1      |
| 2006/07 | Jagiellonia Białystok | I Liga        | 5     | 0      |

## Życie prywatne
Tomasz Wałdoch jest żonaty (żona Katarzyna). Ma czworo dzieci – syna Kamila grającego w niemieckim klubie Schwarz Weiss Essen występującym w NRW-Lidze (odpowiedniku piątej ligi), córki Paulinę i Luizę oraz syna Maxymiliana. Jest jedną z gwiazd wspierających kampanię Wykopmy Rasizm ze Stadionów prowadzoną przez Stowarzyszenie „Nigdy Więcej”.